# Eclissi solare del 31 maggio 2068
L'Eclissi solare del 31 maggio 2068, di tipo totale, è un evento astronomico che avrà luogo il suddetto giorno con centralità attorno alle ore 03:56 UTC.
L'eclissi avrà un'ampiezza massima di 63 chilometri e una durata di 1 minuto e 6 secondi, sarà visibile in Australia e Nuova Zelanda.

## Eclissi correlate

### Eclissi solari 2065 - 2169
Questa eclissi è un membro di una serie semestrale. Un'eclissi in una serie semestrale di eclissi solari si ripete approssimativamente ogni 177 giorni e 4 ore (un semestre) in nodi alternati dell'orbita della Luna.

### Ciclo di Saros 148
L'evento fa parte del ciclo di Saros 148, che si ripete ogni circa 18 anni e 11 giorni, contiene 75 eventi. La serie è iniziata con un'eclissi solare parziale il 21 settembre 1653. Comprende eclissi anulari il 29 aprile 2014 e il 9 maggio 2032 e un'eclissi ibrida il 20 maggio 2050. Comprende eclissi totali dal 31 maggio 2068 al 3 agosto 2771. La serie termina al membro 75 con un'eclissi parziale il 12 dicembre 2987. L'eclissi totale più lunga sarà il 26 aprile 2609, a 5 minuti e 23 secondi.